# I Can't Tell You Why
Singles de Eagles
The Long Run
(1979) Seven Bridges Road
(1980)
I Can't Tell You Why est une chanson du groupe de rock américain Eagles, extraite de leur sixième album studio, The Long Run, sorti en septembre 1979 sur Asylum Records,.
La chanson est aussi sortie en single, en février 1980. C'était le troisième et dernier single de l'album.
Aux États-Unis, la chanson I Can't Tell You Why a atteint la 8e place du Hot 100 de Billboard, passant en tout 16 semaines dans le chart. (Elle a débuté à la 60e place du Billboard Hot 100 pour la semaine du 23 février 1980 et atteint la 8e place pour la semaine du 19 avril,.) C'était la dernière fois qu'une chanson du groupe atteignait le top 10 de ce classement.

## Composition
La voix principale est celle de Timothy B. Schmit, le nouveau bassiste des Eagles,.
La chanson a été écrite par Timothy B. Schmit (son auteur principal), Don Henley et Glenn Frey. L'enregistrement a été produit par Bill Szymczyk.
C'est la première chanson que les Eagles ont terminée pour l'album The Long Run. Ils l'ont achevée en mars 1978 tandis qu'il a fallu beaucoup de temps pour compléter l'album qui n'est sorti qu'en septembre 1979.